# Jerry Perenchio

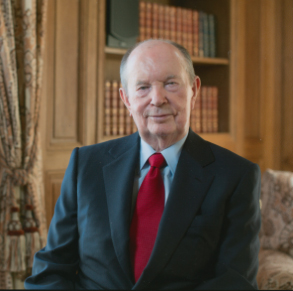
Jerry Perenchio, 2016

Jerry Perenchio, eigentlich Andrew Jerrold Perenchio, (geboren am 20. Dezember 1930 in Fresno; gestorben am 23. Mai 2017 in Los Angeles) war ein amerikanischer Unternehmer, Kunstsammler und Mäzen. Als Künstleragent vertrat er zahlreiche namhafte Schauspieler und Sänger, als Sportpromoter gehörte er zu den Organisatoren des Boxkampfes Fight of the Century zwischen Joe Frazier und Muhammad Ali. Später produzierte er Kinofilme und Fernsehformate und leitete das Medienunternehmen Univision mit spanischsprachigen Fernseh- und Radioprogrammen. Seine bedeutende Kunstsammlung stiftete er dem Los Angeles County Museum of Art.

## Leben

### Familie, Studien- und Armeezeit
Jerry Perenchios Großvater Giovanni Batiste Perenchio kam als Einwanderer aus Italien in die Vereinigten Staaten. Er änderte den Vornamen in John und begründete in Fresno den Fruchtgroßmarkt und im nahe gelegenen Reedley ein Weingut. Der Vater Andrew Joseph Perenchio war Mitbesitzer des Winzerbetriebes Sunnyside Winery; später leitete er das Greek Theater im Griffith Park in Los Angeles. Die Mutter Dorothea, geborene Harvey, war Hausfrau.
Jerry Perenchio besuchte die Privatschule Black-Foxe Military Institute und anschließend bis 1949 die Hancock Park School in Los Angeles. Danach studierte er Betriebswirtschaft an der University of California in Los Angeles. Sein Studium finanzierte er unter anderem als Partyveranstalter, wobei er Musikbands engagierte und das Catering organisierte. 1954 schloss er das Studium ab und heiratete im selben Jahr seine erste Frau Robin Gardner Green. Aus dieser Ehe stammt der gemeinsame Sohn John. Perenchio adoptierte zudem die aus einer früheren Beziehung seiner Frau stammenden Töchter Catherine und Candace. Nach dem Studium ging Perenchio für drei Jahre zur United States Air Force. Hier ließ er sich als Kampfpilot ausbilden und wurde anschließend Fluglehrer auf der Gary Air Force Base in Texas.

### Künstleragent
Zurück in Los Angeles arbeitete Perenchio kurzzeitig für eine Künstleragentur, bevor er 1958 von Lew Wasserman als Künstleragent beim Medienunternehmen MCA verpflichtet wurde. Hier betreute er Schauspieler wie Marlon Brando, Elizabeth Taylor und Richard Burton. 1962 übernahm MCA die Universal Studios und musste sich gemäß der amerikanischen Antitrust-Gesetze von seiner Künstleragentur-Sparte trennen. Perenchio gründete daraufhin mit finanzieller Unterstützung von Partnern seine eigene Künstleragentur Chartwell Artists. Die Agentur hatte Büroräume am Sunset Boulevard und verpflichtete eine Reihe von Musikern, die zuvor bei MCA unter Vertrag standen. Hierzu gehörten Andy Williams, Glen Campbell, Henry Mancini, Johnny Mathis, Sérgio Mendes und das Kingston Trio. Chartwell Artists wurde später an ICM Partners verkauft. Daneben war er als „Dealmaker“ aktiv, der seine Kontakte nutzte, um Verträge zu vermitteln. So agierte er 1969 beim Verkauf des Hotelcasinos Caesars Palace in Las Vegas und brachte die bisherigen Besitzer mit Stuart und Clifford S. Perlman zusammen, denen bereits die Fastfoodkette Lum's gehörte. Allein für diesen Verkauf erhielt Perenchio eine Provision von 800.000 US-Dollar. Ebenfalls 1969 ließ er sich von seiner Frau Robin scheiden und heiratete im selben Jahr Jackie Thaxton, die Ex-Ehefrau des TV-Produzenten Lloyd Thaxton. Als Unternehmer bewies Perenchio häufig ein Gespür für neue Trends und Ideen. 1970 verpflichtete er Elton John für ein zweiwöchiges US-Gastspiel. Der englische Sänger hatte gerade seine zweite Schallplatte herausgebracht und war bis dahin in den Vereinigten Staaten weitestgehend unbekannt. Mit den von Perenchio organisierten ersten acht Konzerten im Club Troubadour in Los Angeles begann für Elton John der Durchbruch in den Vereinigten Staaten.

### Sportpromoter
1971 machte Perenchio als Sportpromoter Schlagzeilen und organisierte zusammen mit Jack Kent Cooke den als Fight of the Century in die Boxgeschichte eingegangenen Kampf zwischen Joe Frazier und Muhammad Ali. Die beiden Boxer erhielten für den Kampf im New Yorker Madison Square Garden ein Startgeld von 2,5 Millionen US-Dollar, was für die Zeit eine Rekordsumme darstellte. Perenchio konnte die Ausgaben nur zum kleineren Teil durch Ticketverkäufe am Veranstaltungsort erwirtschaften. Die wesentlichen Einnahmen erzielte er mit der Pay-per-View-Vermarktung, bei der die Veranstaltung live in zahlreiche Kinos übertragen wurde und 1,6 Millionen Zuschauer das Ereignis sahen. Diesem auch für Perenchio finanziell erfolgreichen Kampf folgte zwei Jahre später eine weitere Sportveranstaltung, die in besonderer Weise Schlagzeilen machte. The Battle of the Sexes (Der Kampf der Geschlechter) lautete die lautmalerische Beschreibung eines Matches am 20. September 1973 im Astrodome von Houston zwischen der 29-jährigen Tennisspielerin Billie Jean King und dem 55-jährigen Tennisspieler Bobby Riggs. Perenchio erzielte hierbei vor allem mit den Fernsehübertagungsrechten einen erheblichen Gewinn.

### Fernseh- und Filmproduzent
1973 wurde Perenchio Präsident von Tandem Productions, ein von Norman Lear und Bud Yorkin begründetes Fernsehproduktions- und Vertriebsunternehmen, das erfolgreiche Sitcoms wie All in the Family, Sanford and Son und Maude produzierte. 1974 begründeten Perenchio und Norman Lear zusammen die Produktionsfirma T.A.T. Communications Company, die ebenfalls erfolgreiche Sitcoms produzierten, darunter One Day at a Time, Mary Hartman, Mary Hartman und Die Jeffersons. 1977 gehörte er zu den Mitbegründern von ONTV, einem der frühesten Bezahlfernsehsender in den Vereinigten Staaten. Perenchio verkaufte vier Jahre später seinen Anteil von 49 % an den Mitgesellschafter Oak-Industries.
1982 kauften Perenchio und Norman Lear für 25 Millionen US-Dollar das Filmstudio Avco Embassy Pictures Corporation. Sie fusionierten das Studio mit ihrer T.A.T. Communications Company zum neuen Unternehmen Embassy Communications. Das Unternehmen produzierte die beliebten Serien Diff'rent Strokes, The Facts of Life, Silver Spoons, Wer ist hier der Boss?, Square Pegs und 227. 1985 verkauften Perenchio und Lear Embassy Communications für 485 Millionen US-Dollar an das Coca-Cola-Tochterunternehmen Columbia Pictures. Perenchio war zudem an der Produktion von Kinofilmen beteiligt. Zusammen mit Bud Yorkin produzierte er 1982 den Science-Fiction-Film Blade Runner unter der Regie von Ridley Scott mit Harrison Ford in der Hauptrolle. Es folgten der von Embassy Films 1985 produzierte Film A Chorus Line von Richard Attenborough und an der Seite der Zanuck Company der Film Miss Daisy und ihr Chauffeur, der 1990 mit vier Oscars ausgezeichnet wurde. Perenchio war zudem 2002 an der Produktion des Films Frida mit Salma Hayek beteiligt. Zwischenzeitlich besaß Perenchio von 1985 bis 1987 Anteile an der Kinokette Loews Theatre, die er mit erheblichem Gewinn weiterverkaufen konnte.

### Immobilienbesitz
Als privaten Wohnsitz erwarb Perenchio 1986 eine Villa in Bel Air. Das auch als Kirkeby Estate oder Chartwell Estate bekannte Anwesen diente zuvor in der Sitcom The Beverly Hillbillies als Außenkulisse. Perenchio erweiterte die schlossartige Immobilie in der Folgezeit durch den Ankauf von Nachbargrundstücken, zuletzt 2016 den vormaligen Privatwohnsitz des US-Präsidenten Ronald Reagan und seiner Frau Nancy. Darüber hinaus erwarb Perenchio im großen Stil Grundstücke in Malibu. 1987 heiratete Perenchio in dritter Ehe Margaret Rose McHugh.

### Univision
Der mit Perenchio befreundete US-Präsident Ronald Reagan verabschiedete 1986 eine Reform des Einwanderungsgesetzes, das mit einer Amnestie für in den Vereinigten Staaten lebende illegale Einwanderer verbunden war. Dies betraf vor allem Menschen aus Mexiko und anderen lateinamerikanischen Staaten. Perenchio, der selbst kein Spanisch sprach, erkannte hier einen wachsenden Markt für die Medienbranche. Als sich der Grußkartenhersteller Hallmark Cards 1992 von dem spanischsprachigen Sender Univision trennen wollte, erwarb Perenchio zusammen mit dem Mexikaner Emilio Azcárraga Milmo und dem Venezolaner Gustavo Cisneros für 550 Millionen US-Dollar das defizitäre Medienunternehmen. Perenchio war von 1992 bis 2007 Geschäftsführender Vorstand (Chairman und Chief Executive Officer) der Univision Communications und Anteilseigner. Unter seiner Leitung entwickelte sich Univision mit seinen Fernseh- und Radiosendern und einem Musikverlag zum größten spanischsprachigen Medienunternehmen der Vereinigten Staaten. 2002 wurde Univision für 12,3 Milliarden US-Dollar an den Medienunternehmer Haim Saban verkauft. Perenchio erzielte mit seinen Geschäftsanteilen dabei einen Gewinn von 1,3 Milliarden US-Dollar.

### Unterstützer von Politikern, letzte Lebensjahre als Mäzen
Perenchio unterstützte zahlreiche Politiker, Parteien und politische Kampagnen. So gab er Geld für die Wahl der Bürgermeister von Los Angeles Richard Riordan (Republikaner) und Antonio Villaraigosa (Demokraten), unterstützte die
Senatorin von Kalifornien Dianne Feinstein (Demokraten), trat 2008 für die Präsidentschaftskandidatur von John McCain (Republikaner) ein und unterstützte mit 3 Millionen US-Dollar die Kandidatur von Carly Fiorina (Republikaner) bei den Vorwahlen 2016. Zudem war Perenchio im Vorstand der Ronald Reagan Presidential Foundation.
Darüber hinaus spendete er erhebliche Summen an verschiedene Institutionen. Beispielsweise unterstützte er in Los Angeles die Walt Disney Concert Hall und das Krankenhaus Ronald Reagan UCLA Medical Center. 2017 starb Perenchio in Bel Air an Lungenkrebs. Sein Vermögen wurde zuletzt auf 2,7 Milliarden US-Dollar geschätzt.

### Stiftung der Kunstsammlung
Perenchio trat selten öffentlich in Erscheinung. Dies änderte sich 2014, als er in einer Pressekonferenz ankündigte, seine Kunstsammlung nach seinem Tod dem Los Angeles County Museum of Art zu stiften. Die über mehrere Jahrzehnte zusammengetragene Sammlung wurde nach Medienberichten auf einen Wert von 500 Millionen US-Dollar geschätzt. Er knüpfte an die Stiftung die Bedingung, der von Peter Zumthor entworfene neue Museumsflügel müsse wie geplant bis 2023 fertiggestellt werden.
Die Sammlung besteht aus 47 Kunstwerken, die überwiegend in der Zeit zwischen 1870 und 1930 entstanden sind. Hierzu gehören das Landschaftsgemälde La Maison et l’arbre von Paul Cézanne, die Caféhausszene Au Café Concert: La Chanson du Chien von Edgar Degas, das Porträt eines Kellners M. Gauthier-Lathuille fils von Édouard Manet und die lebensgroße Darstellung Un Soldat von Gustave Caillebotte. Von Claude Monet gibt es Gemälde aus unterschiedlichen Schaffensperioden wie das Stillleben Astern und Der Garten des Künstlers in Vétheuil, die um 1880 entstanden sind und darüber hinaus ein Seerosenbild aus dem Spätwerk. Auch von Camille Pissarro befinden sich mehrere Gemälde in der Sammlung, darunter das Landschaftsbild Le Déversoir de Pontoise. Von Pablo Picasso befindet sich aus dem Frühwerk die Zeichnung Kopf der Fernande in der Sammlung, von Pierre Bonnard gibt es das farbenfrohe Interieurmotiv Après le repas und René Magritte ist mit einem surrealistischen Frauenakt Les Liaisons dangereuses vertreten. Darüber hinaus gehören zur Sammlung die Frauendarstellung Femme au bouquet von Fernand Léger und Werke von Jasper Johns und Marc Chagall. Zur Sammlung gehören zudem einige wenige Skulpturen: Von Jean-Baptiste Carpeaux kam eine Studie der vielfigurigen Skulptur La Danse ins Museum, von Degas stammen drei kleinere Bronzen.

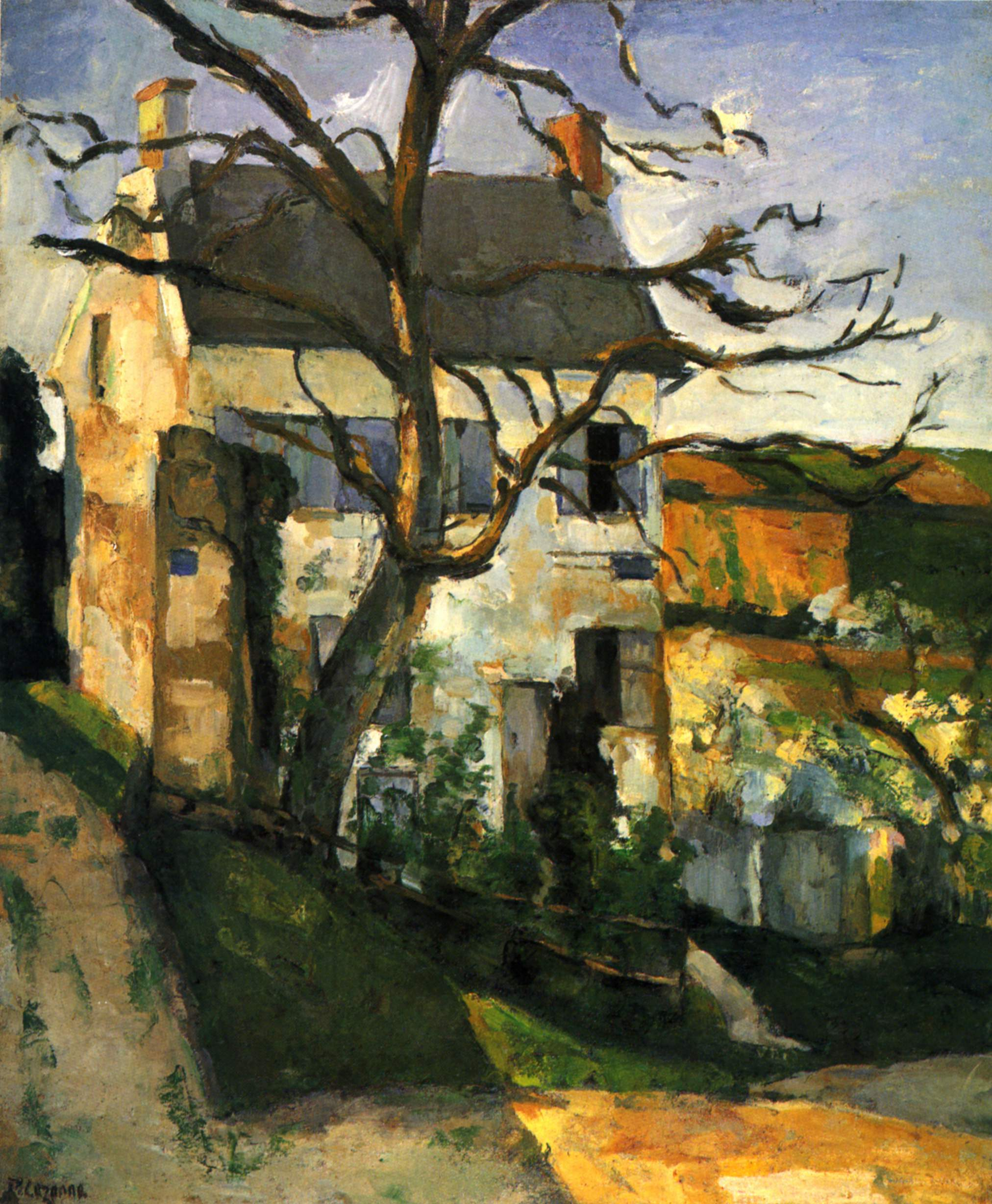
Paul Cézanne: La Maison et l’arbre, 1874
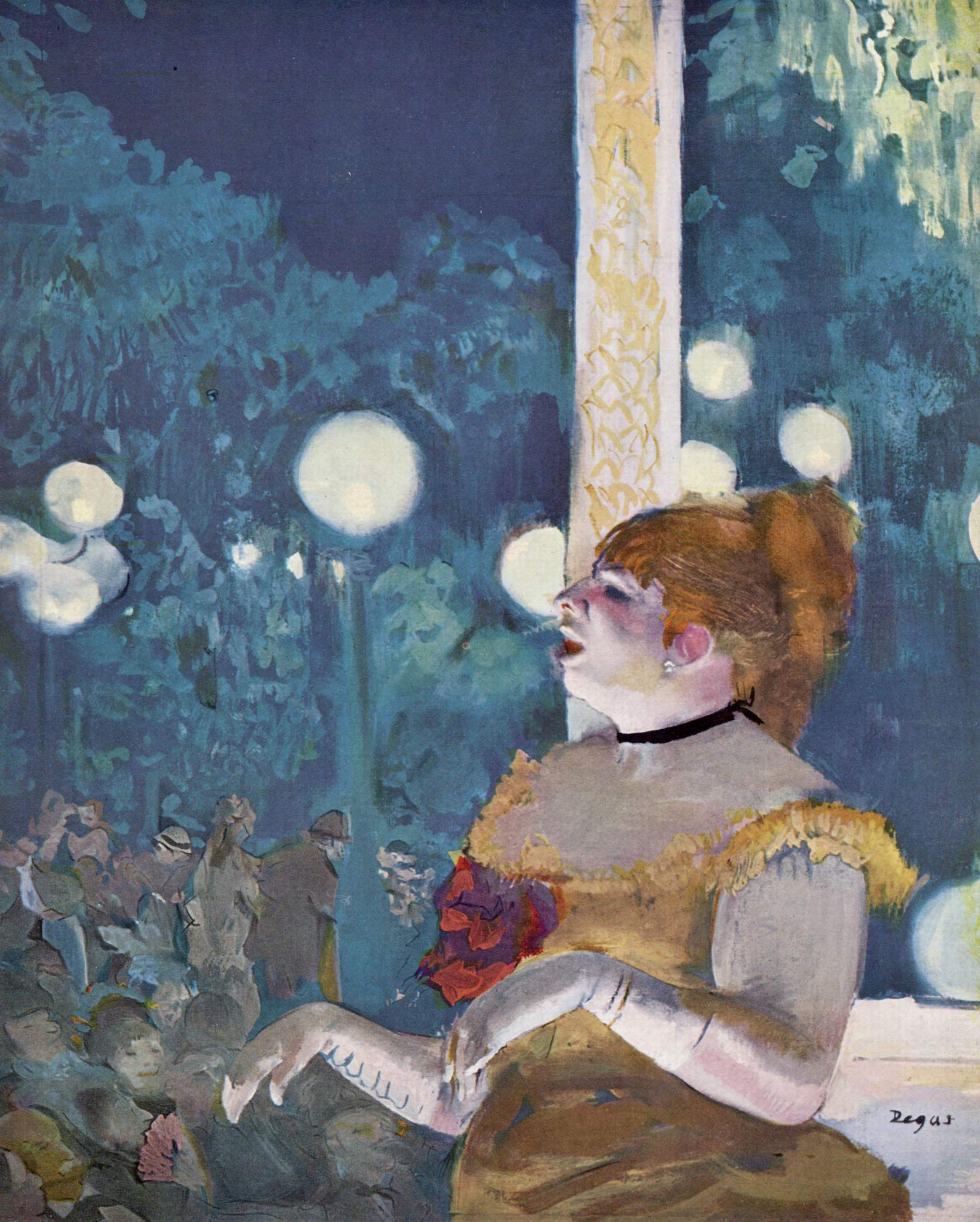
Edgar Degas: Au Café Concert: La Chanson du Chien, 1875
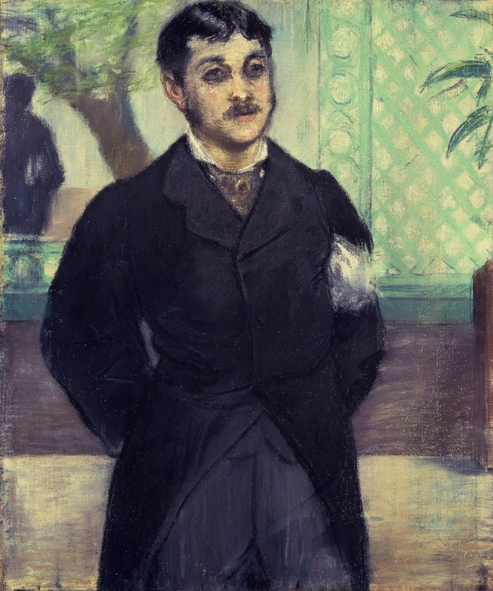
Édouard Manet: M. Gauthier-Lathuille fils, 1879
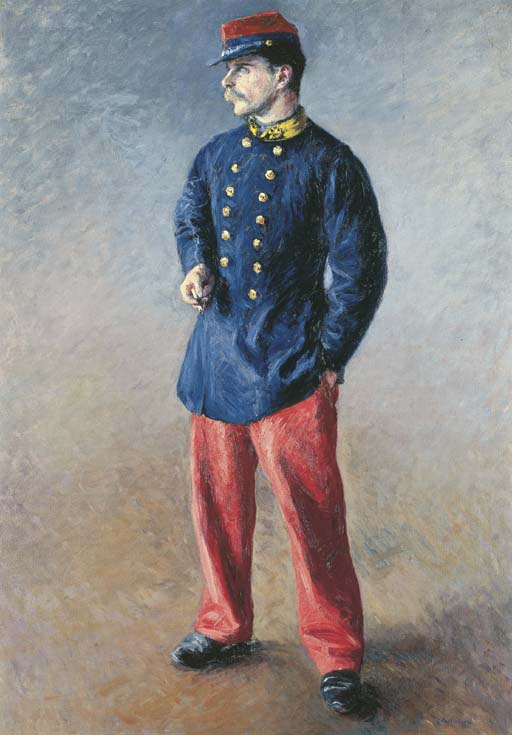
Gustave Caillebotte: Un Soldat, 1881
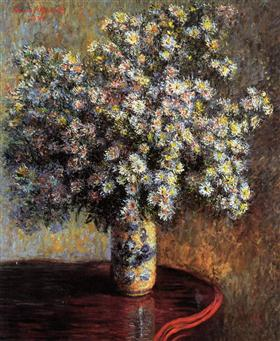
Claude Monet: Astern, 1880